# Левицата (Германия)
Левицата (на немски: Die Linke) е лява социалистическа политическа партия в Германия. Създадена е през 2007 година с обединението на бившата източногерманска комунистическа Германска единна социалистическа партия и лявото крило на Германската социалдемократическа партия, недоволно от управлението на Герхард Шрьодер.
На федералните избори през 2009 година Левицата получава 11,9% от гласовете, като има най-голямо влияние в бившата Източна Германия.